# Josef Reschen

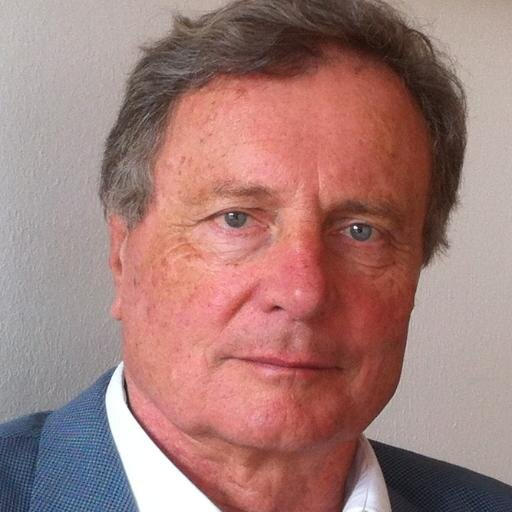
Josef Reschen (vor 2015)

Josef Reschen (* 5. Mai 1941 in Untergraden, Steiermark) ist ein österreichischer Ingenieur und Politiker. Er war zwischen 1980 und 1990 Bürgermeister der Stadt Salzburg und von 2003 bis 2016 Präsident des Salzburger Museumsvereins.

## Leben
Reschen besuchte von 1956 bis 1960 die Höhere Abteilung für Tiefbau der Bundeslehranstalt für das Baufach und Kunstgewerbe (Ortweinschule) in Graz. Von 1960 bis 1964 absolvierte er an der TU-Graz das Studium Bauingenieurwesen und schloss als Diplomingenieur ab. Von 1965 bis 1980 arbeitete er als Ingenieur für verschiedene Unternehmen in den Bereichen Wasserkraftanlagen, Brücken, Hoch- und Tiefbau.
Ab 1964 arbeitete Reschen zunächst für die Kärntner Landesregierung. 1967 trat er in den Dienst des Landes Salzburg. 1974 zog er in den Salzburger Gemeinderat ein. Am 11. Februar 1980 übernahm er das Amt eines Stadtrats und wenige Monate später, am 12. September 1980 wurde er schließlich Bürgermeister der Stadt Salzburg. 1982 und 1987 wurde er als Bürgermeister wiedergewählt.
Während seiner Regierungszeit wurden die Salzburger Stadtwerke in eine Aktiengesellschaft umgewandelt, wichtige Infrastrukturinvestitionen in Wasserversorgung, Kanal und Lokalbahn getätigt und ein langfristiges Kulturstättenkonzept erstellt.

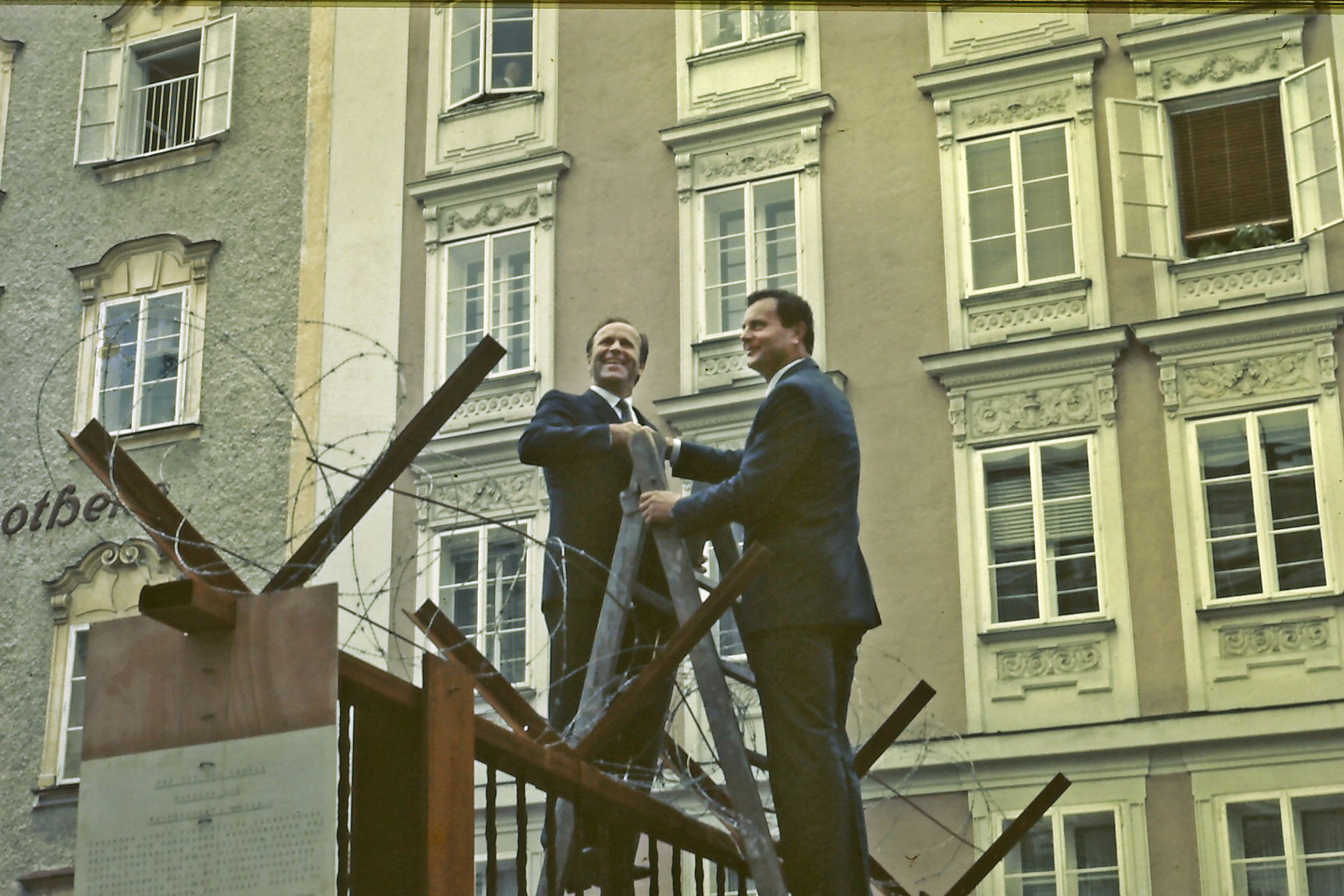
Anti-Atom-Partnerschaft: Schuierer und Reschen 1986 am Alten Markt

Außerdem trug Reschen zum Widerstand gegen die bayerische Wiederaufbereitungsanlage Wackersdorf bei. 1986 schloss er mit dem Schwandorfer Landrat Hans Schuierer eine Anti-Atom-Partnerschaft, um „ein sichtbares und deutliches Zeichen ihrer Ablehnung der Wiederaufbereitungsanlage Wackersdorf“ zu setzen. Dafür erntete er auch Kritik aus den eigenen SPÖ-Reihen. Robert Lichal fand es aufmüpfig, dass ein Bürgermeister ohne Genehmigung des Landeshauptmanns so etwas anfängt. Reschen forderte damals, dass durch Druck von allen Seiten ein Klima geschaffen werden müsse, das die Errichtung von Wackersdorf unmöglich mache. Die 260.000 Einwendungen aus Österreich bezeichnete er „als unüberhörbaren Appell der Bürger an die ökologische und ökonomische Vernunft der politischen Verantwortlichen“.
Anerkennung erhielt Reschen durch die Sanierung der Salzburger Stadtfinanzen in den 1980er Jahren.
Aufgrund der Anschuldigungen einer vor dem WEB-Untersuchungsausschuss geheim gehaltenen Geschäftsverbindung mit dem WEB-Imperium übergab er sein Amt am 7. März 1990 an seinen Parteikollegen in der SPÖ, Harald Lettner. Von diesen Anschuldigungen im Zusammenhang mit dem WEB-Untersuchungsausschuss wurde Reschen rechtskräftig freigesprochen.
1992 wurde Reschen geschäftsführender Gesellschafter der Reschen-Consult GmbH in Salzburg, die vor allem als Projektentwickler in Osteuropa agierte. Seit 2018 tritt Josef Reschen als Projektbetreiber eines geplanten grenzüberschreitenden Ausleitungskraftwerks an der Saalach zwischen Unken und Schneizlreuth auf, welches jedoch von Naturschützern und Wassersportlern abgelehnt wird.
Von 1980 bis 2000 saß Reschen im Kuratorium der Salzburger Festspiele. Am 1. März 2003 wurde er zum Präsidenten und 2016 zum Ehrenpräsidenten des Museumsvereins gewählt.
Am 11. Mai 2005 verlieh die Stadt Salzburg dem ehemaligen Bürgermeister die Ehrenbürgerschaft.

## Ehrungen
- 1984: Großoffizier des Ordens des Infanten Dom Henrique
- Ehrenbürger der Stadt Salzburg
- Ehrung für die langjährige Mitgliedschaft in der SPÖ[11]